# Der Feind aller
Der Feind aller: Der Pirat und das Recht (im englischen Original The Enemy of All: Piracy and the Law of Nations) ist ein historisches Werk von Daniel Heller-Roazen. Es wurde erstmals am 28. August 2009 von Zone Books veröffentlicht und beschäftigt sich mit der Rechtsgeschichte der Piraterie.

## Titel
Der Titel des Werks bezieht sich auf ein bekanntes Zitat von Cicero, in dem der Pirat als gemeinsamer Feind aller bezeichnet wird.

„Nam pirata non est ex perduellium numero definitus, sed communis hostis omnium; cum hoc nec fides debet nec ius iurandum esse commune.“

„Denn der Pirat ist nicht der Zahl der Staatsfeinde zugerechnet, sondern er ist der gemeine Feind aller; denn mit diesem darf es kein verbindliches Versprechen und keinen verbindlichen Eid geben.“

## Inhalt

Populäres Piratensymbol: Der Jolly Roger

### Geschichtliches
Das Buch erzählt die Rechtsgeschichte der Piraterie chronologisch. Es beginnt in der Antike, behandelt dann das Mittelalter und die Frühe Neuzeit und schließlich die Gegenwart (2009). Der Autor gibt einleitend an, den unterschiedlichen rechtlichen, politischen und philosophischen Bedingungen nachgehen zu wollen, die zur Entwicklung des Begriffes des Piraten maßgeblich waren.
Er behandelt Freibeuter, Korsaren und die Pariser Seerechtsdeklaration von 1856, mit der die legale Kaperei abgeschafft wurde. Schließlich erläutert das Buch auch die Auswirkungen von U-Booten auf das Seerecht.
Das Verhältnis der politischen Macht zu den Piraten war oft zwiespältig. So gab es lange Zeit die Institution des Kaperbriefes – einer offiziellen Erlaubnis zur Seeräuberei. Diese Praxis wurde aber im Laufe der Zeit abgeschafft.

### Rechtsbegriffe
Der Autor beschäftigt sich mit der juristischen Grenze zwischen Meer und Land als eine Art Schwelle von einem Rechtsbereich in einen Anderen. Außerdem werden strittige Rechtsfragen bezüglich der Hoheit über das Meer und die sich daraus ergebenden Folgen aufgezeigt. Je nachdem, was von einem Schiff transportiert wird (Menschen oder Gegenstände), ergeben sich nochmals gesonderte Unterscheidungen.
Besonders intensiv befasst sich Heller-Roazen mit der Frage wer wen als „Pirat“ bezeichnet und welche Auswirkungen sich daraus ergeben. Das Buch handelt von den dunklen Seiten der teil politisch, teils juristischen Definitionen und wer durch sie ausgegrenzt wird. Meist war der Seeräuber ein Geächteter, gegen den sich alle verbünden sollten, und als solcher staaten- und rechtlos.
Vier Elemente wirken im Begriff des Piraten zusammen:
- Ein rechtliches Gebiet mit Sonderstatus, wie etwa das Meer[4]
- Ein Akteur, der nicht als regulärer Gegner, sondern als Feind aller betrachtet wird[4]
- Die Auflösung der Unterscheidung zwischen Politik und Strafrecht[4]
- Und den Bedeutungswandel des Krieges durch die ergriffenen Maßnahmen gegen Piraten[4]

So wird der Pirat nicht mehr durch seine Tätigkeit auf dem Meer definiert, sondern dadurch, dass ein Gebiet mit rechtlichem Sonderstatus, in dem er agiert, durch sein Handeln zum Bereich der Piraterie erklärt wird. Als Beispiel führt er Luftpiraten an.
Außerdem entwickelt Heller-Roazen eine Theorie bezüglich des Piratentums. Seiner Meinung nach bewirkt die Ausschließung der Seeräuber aus dem Rechtssystem und die daraus folgende Selbstermächtigung des Staates zur Treulosigkeit und zum Wortbruch den Piraten gegenüber, dass der Staat selbst wie ein Pirat handelt. Als Beispiel führt er etwa den Rechtsbegriff des „Ungesetzlichen Kombattanten“ an, mit dem sich die US-amerikanische Regierung selbst ermächtigte, gegenüber dem „Ausgeschlossenen aus jeder Rechtsgemeinschaft“ das Recht zu brechen und Folter anzuwenden.

## Kritik
In seiner Rezension  für die Frankfurter Allgemeine Zeitung schreibt Miloš Vec, dass es sich bei dem Werk um eine „Kompilation“ handle, in der in Bezug auf Geschichte oder Recht nicht Neues steht, und das Bestehende „manchmal sogar etwas hölzern, ins Genre eines Sachbuchs mit essayistischen Zügen“ eingefügt werde.
Andreas Lotz von der Humboldt-Universität zu Berlin kann dem „gelehrten und materialreichen Buch“ in seiner Besprechung für H-Soz-u-Kult wesentlich mehr abgewinnen. Es „überzeugt insbesondere beim Aufzeigen des Kunstgriffes souveräner Macht, welche die Adressaten der eigenen Rechtsüberschreitung exkludiert, um potentielle, außerrechtliche Übergriffe zu legitimieren.“ Trotzdem kritisiert er die „Einseitigkeit der leitenden These“ und vor allem das Fehlen des Aufsatzes „The Dread Pirate Bin Laden“ (2005) von Douglas R. Burgess Jr. in der Literaturliste, der sich teilweise den gleichen Themen widmete.

## Ausgaben
- Daniel Heller-Roazen: Der Feind aller. Der Pirat und das Recht. 1. Auflage. S. Fischer Verlag, 2010, ISBN 978-3-10-031410-9, S. 352 (englisch: The Enemy of All: Piracy and the Law of Nations. Übersetzt von Horst Brühmann).
- Daniel Heller-Roazen: The Enemy of All. Piracy and the Law of Nations. Zone Books, 2009, ISBN 978-1-890951-94-8, S. 274.